# Breuat
El breuat o briuat (en árabe, بريوات brīwāt; en francés, briouat) es un snack de hojaldre con forma triangular o cilíndrica (dependiendo del relleno) de sabor dulce o salado, típico de la gastronomía marroquí. Algunos rellenos comunes son de pollo o cordero, pescado, mariscos, fideos, queso, patatas u otras verduras. Estos rellenos se suelen especiar bastante. Las versiones dulces suelen hacerse generalmente con almendras y miel o azúcar glas;(aunque también se puede hacer con otros frutos secos como nueces). La masa de hojaldre usada (llamada warqa) esta hecha a base de sémola de trigo duro. Los breuats se pueden freír u horneary es típico prepararlos en grandes cantidades y congelarlos para comerlos en otras ocasiones.

## Origen
Se llama así este plato ya que Briwa (singular) en árabe clásico  significa "sobre" (la manera en la que se envuelve el relleno recuerda bastante al de un sobre).
Los breuats son la variedad marroquí de preparación que se puede encontrar en todo el Imperio Otomano bajo diferentes nombres: sambusak o brioute en Turquía, bourek en los Balcanes, Líbano y Argelia, bergantín en Túnez. Los breuats pertenecen a una amplia familia de pastelitos o empanadas árabes que se elaboran a partir de hojaldre o similares (pasta filo, bric, brisa...): el bourak argelino, el brik tunecino, el börek turco, la boureka libia... etc. Todas ellas con ligeras diferencias en sus respectivas recetas.
Se consumen tradicionalmente en ocasiones especiales o festividades relevantes (bodas, nacimiento de un hijo/a, etc), especialmente durante el mes de Ramadán o Eid.